# Serrat de les Cordes
El Serrat de les Cordes és una muntanya de 1.688 metres que es troba al municipi de les Valls d'Aguilar, a la comarca de l'Alt Urgell.